# ژیسکو نادال
ژیسکو نادال (انگلیسی: Xisco Nadal؛ زادهٔ ۲۷ ژوئن ۱۹۸۶) بازیکن فوتبال اهل اسپانیا است.
از باشگاه‌هایی که در آن بازی کرده‌است می‌توان به باشگاه فوتبال هرکولس، باشگاه فوتبال رئال مورسیا، باشگاه فوتبال نومانسیا، باشگاه فوتبال لوانته، و باشگاه فوتبال ویارئال اشاره کرد.
وی همچنین در تیم‌های ملی فوتبال زیر ۱۷ سال اسپانیا و زیر ۱۹ سال اسپانیا بازی کرده‌است.